# Ділянка рідкісних рослин (пам'ятка природи)
Діля́нка рі́дкісних росли́н — ботанічна пам'ятка природи місцевого значення в Україні. Розташована в межах Глибоцького району Чернівецької області, на північний схід від села Турятка. 
Площа 2,1 га. Статус присвоєно згідно з рішенням облвиконкому від30.05.1979 року № 198, рішення 6-ї сесії обласної ради ХХІІІ скликання від 10.03.1999 року № 14-6/99. Перебуває у віданні ДП «Чернівецький лісгосп» (Турятське лісництво, кв. 1, вид. 6). 
Статус присвоєно для збереження частини лісового масиву (переважно дуб), де зростають види рідкісних лікарських рослин. Серед них шафран Гейфеля, печіночниця звичайна та інші, що занесені до Червоної книги України.